# Tongyong pinyin
Tongyong Pinyin (通用拼音, "universell användning [för att] stava ljud") är ett transkriptionssystem som officiellt använts i Republiken Kina på Taiwan. Transkriptionssystemet tillkom 2002 som en kompromiss efter en lång och segsliten debatt om att överge det ganska klumpiga Gwoyeu Romatzyh-systemet och det för utlänningar svårbegripliga zhuyin till förmån för Folkrepubliken Kinas officiella transkriptionssystem, Hanyu pinyin. Sedan 1 januari 2009 används systemet inte längre officiellt.
Motståndarna mot att införa hanyu pinyin hänvisade till den speciella politiska situationen mellan fastlandet och Taiwan samt att hanyu pinyin innehåller en del främmande bokstäver som inte är helt självklara hur de ska uttalas, till exempel x, z, zh och q.
Argumenten för att införa hanyu pinyin var att:
1. Singapore och Malaysia övergått till hanyu pinyin (och förenklade tecken).
2. de flesta utländska studenter undervisas i kinesiska (mandarin) med hjälp av hanyu pinyin.
3. FN använder det i sina officiella dokument rörande de kinesiskaspråkiga områdena.

Tongyong Pinyin blev då en lösning till denna långdragna konflikt. Likheterna mellan hanyu pinyin och tongyong pinyin är tillräckligt stora för att inte skapa alltför stora problem för personer som lärt sig hanyu pinyin (Här listas skillnader och likheter mellan hanyu pinyin och tongyong pinyin.)
Förutom skillnader i hur vissa stavelser stavas, finns även en skillnad i hur toner markeras: i hanyu pinyin sätts tonmarkeringen över den mest betonade vokalen i stavelsen medan i tongyong pinyin markeras tonen efter varje stavelse.[källa behövs]
Nedan följer en exemplifierande tabell:
| Ton                              | 1 (hög jämn) | 2 (hög stigande) | 3 (låg fallande-stigande) | 4 (hög fallande)     | 5 (neutral)   |
| Tecken (traditionellt/förenklat) | 媽/妈        | 麻/麻            | 馬/马                     | 罵/骂                | 嗎/吗         |
| Betydelse                        | "mamma"      | "hampa"          | "häst"                    | "skälla på"; "banna" | frågepartikel |
| Hanyu pinyin                     | mā           | má               | mǎ                        | mà                   | ma            |
| Wade-Giles                       | ma1          | ma2              | ma3                       | ma4                  | ma0           |
| Tongyong pinyin                  | ma           | má               | mǎ                        | mà                   | må            |
| Zhuyin                           | ㄇㄚ         | ㄇㄚˊ            | ㄇㄚˇ                     | ㄇㄚˋ                | ㄇㄚ・        |

## Bilder

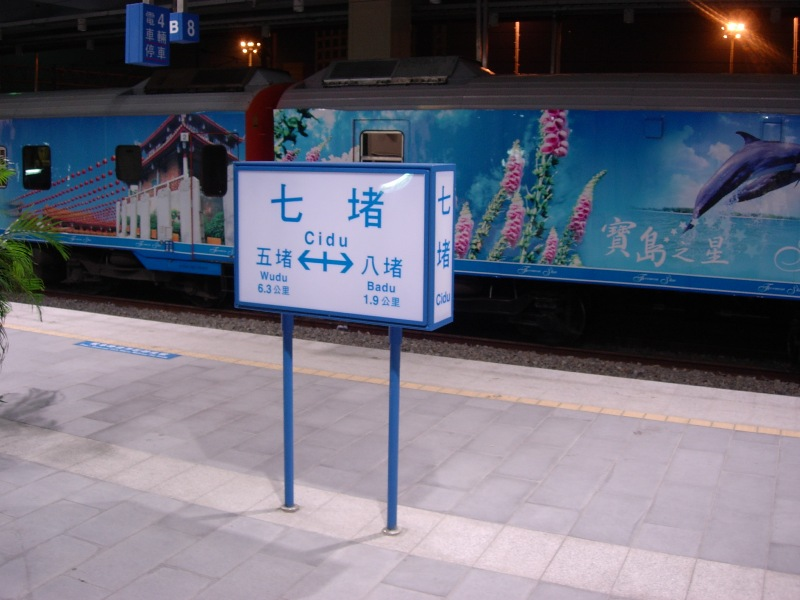
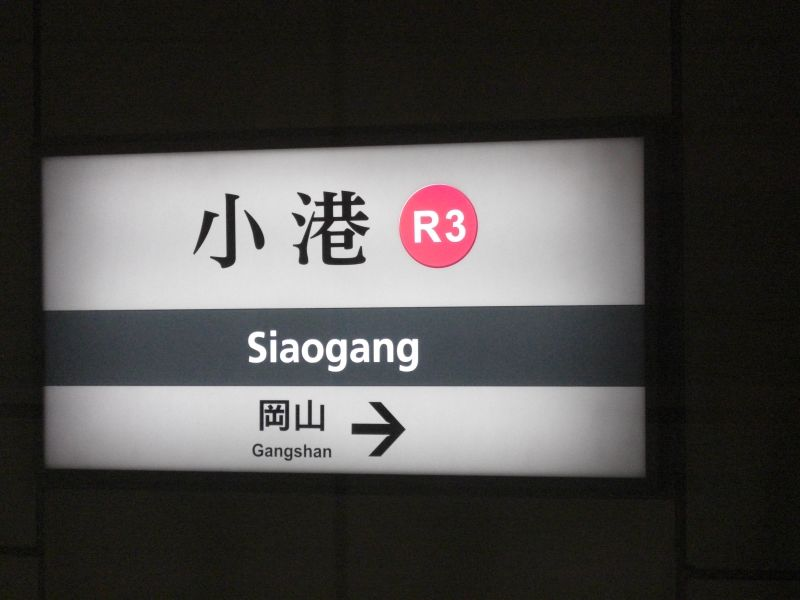
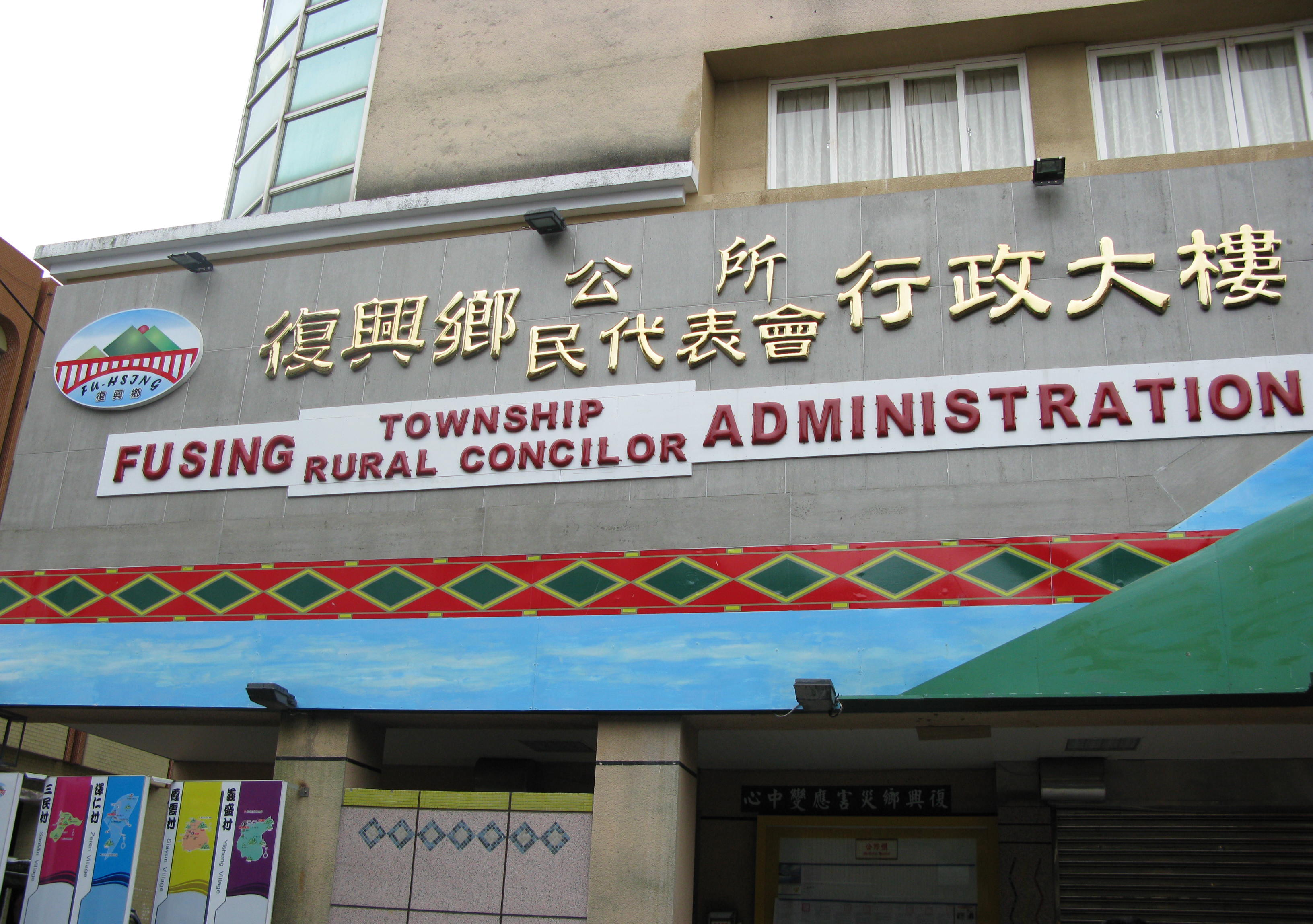